# Marsj-brosok
Marsj-brosok (russisk: Марш-бросок) er en russisk spillefilm fra 2003 af Nikolaj Stambula.

## Medvirkende
- Vladimir Volga som Aleksandr
- Olga Tjursina som Masja
- Jevgenij Kosyrev som Volodja
- Fjodor Smirnov som Hasan
- Aleksandr Baluev